# 夏生 ナウ プリンティング!
『夏生 ナウ プリンティング！』（なつみ ナウ プリンティング）は、大乃元初奈による日本の4コマ漫画作品。芳文社の『まんがタイムラブリー』にて、2008年6月号より2011年1・2月合併号まで連載。同社の『まんがタイムオリジナル』で2011年2月号より同年12月号まで連載。単行本は全2巻。

## ストーリー
大手印刷会社「佐藤印刷」に入社し、創業地に設置された支社に勤務することになった主人公・高橋夏生を始めとする新入社員の仕事模様を描いた作品である。木造家屋の社屋、古い印刷機というアナログな設備、客層も地域密着型の支社を舞台にアットホームな雰囲気で物語が展開されている。

## 登場人物
登場人物の年齢は2009年現在のものとする。話数については単行本に掲載されている作品順である。

### 主人公
高橋夏生（たかはし なつみ）
佐藤印刷（株）の新人OL。21歳。短大を卒業後、補欠で佐藤印刷に入社した。背が低く（150cm以下）見た目は子供にしか見えず、入社式で社長に「ご入学おめでとう」と言わせたほどである。また、本社に書類を届けに行った際には学生と勘違いされ、補導されたこともある。しかし、仕事は常に前向きに取り組み、同僚OLの伊藤を始めとする同僚からの評価も良い。支社では受付を担当しているが、絵を描くのが得意なため同社の専属デザイナー（?）として、印刷物のイラストやデザイン、企画までも担当するようになった。

### 夏生の同僚
伊藤（いとう）
夏生と同じく佐藤印刷の新人OL。21歳。見た目はやや派手であるが、学生時代にモデルなど様々なアルバイトを経験した為、接客がうまい。姉御肌でさっぱりとした性格。左目の下に泣きぼくろがあるが、たまに作者に忘れられる。
渡辺（わたなべ）
営業担当の新入社員。19歳。兄弟姉妹が多く生活を支える為、中学生1年生の時から同社でアルバイト勤務しており、高校卒業後そのまま同社に入社した。アルバイト時代を含めると7年間勤務していることになり、木村の次に古参の社員である。
井上（いのうえ）
印刷工志望の新入社員。21歳。支社に置かれている印刷機が古いタイプで扱えない人ばかりであったため、補欠で採用された。身長が2メートル近くあり、がっしりとした体格とは反対に、性格は穏和で気遣いができる常識人。
木村（きむら）
営業担当社員。28歳。支社では最古参の社員である。
御厨（みくりや）
営業主任。27歳。常に営業成績トップで、入社以後1年で営業成績を倍にしたほどである。背が低く同顔で、同僚曰く「ちっちゃくてかわいい系」であるが、それを武器に営業を行うしたたかさも持っている。
社長
氏名及び年齢不明（中学生の娘がいる）。同社の社長。
主任
氏名及び年齢不明。営業担当の女性社員。夏生たちが入る前は、支社で唯一の女性社員だった。

### その他
田中製紙の営業
氏名及び年齢不明。18話にて初登場。伊藤に思いを寄せ、猛烈なアタックをかけている。伊藤はその強引さについていけず、初めは遠ざけていたが、話数を重ねていく内に軟化するようになり、一緒に映画鑑賞をするまでになった。
林（はやし）
33話にて初登場。中学・高校時代における伊藤の同級生で現在、バイトのツテを頼って就職活動をしている学生。中高生時代は背が低く、よくいじめられていた林を伊藤が助けたことから彼女に対して好感を持つようになった。33話の同窓会で伊藤と久しぶりに再会した時にその思いを伝え、35話にて就職活動でバイト先の本社を訪れたついでに佐藤印刷へ足を運んで改めて交際を申し込んだ。

## 書誌情報
2011年5月現在、単行本は芳文社の『まんがタイムコミックス』より第2巻まで発売されている。
1. 2010年2月6日発売（2010年2月21日第1刷発行） ISBN 978-4-8322-6819-7
  - 『まんがタイムラブリー』2008年6月号 - 2009年12月号掲載分収録
2. 2011年5月7日発売（2011年5月22日第1刷発行） ISBN 978-4-8322-6965-1
  - 『まんがタイムラブリー』2010年1月号 - 2011年1・2月号 『まんがタイムオリジナル』2011年2月号 - 5月号掲載分収録